# Ji-Tu Cumbuka
Ji-Tu Cumbuka (Helena, Alabama, 1940. március 4. – Atlanta, Georgia, 2017. július 4.) amerikai színész.

## Filmográfia

### Film
| Év   | Magyar cím                                | Eredeti cím            | Szerep                         | Magyar hang            |
| ---- | ----------------------------------------- | ---------------------- | ------------------------------ | ---------------------- |
| 1968 |                                           | Uptight                | Rick                           |                        |
| 1969 |                                           | Change of Habit        | Hawk                           |                        |
| 1972 |                                           | Top of the Heap        | Pot Peddler                    |                        |
| 1972 |                                           | Blacula                | Skillet                        |                        |
| 1972 | Enyém, tied, miénk                        | Up the Sandbox         | Black Captain                  |                        |
| 1973 |                                           | Trader Horn            | Orange Stripe                  |                        |
| 1973 |                                           | Maurie                 | Oscar                          |                        |
| 1974 | Eltévedt csillagok                        | Lost in the Stars      | Johannes                       |                        |
| 1975 |                                           | Mandingo               | Cicero                         |                        |
| 1976 |                                           | Dr. Black, Mr. Hyde    | Jackson hadnagy                |                        |
| 1976 | Dicsőségre ítélve                         | Bound for Glory        | Slim Snedeger - hobó a vonaton |                        |
| 1977 | Mókás páros                               | Fun with Dick and Jane | őr                             |                        |
| 1977 |                                           | Angela                 | Hogan csatlósa                 |                        |
| 1979 |                                           | Walk Proud             | Gannett őrmester               |                        |
| 1984 | Legénybúcsú                               | Bachelor Party         | strici a sikátorban            |                        |
| 1985 |                                           | Doin' Time             | Bernie Feldstein               |                        |
| 1985 | Szórd a pénzt és fuss! (Brewster milliói) | Brewster's Millions    | Melvin                         | Galambos Péter         |
| 1985 | Önkéntesek                                | Volunteers             | Cicero                         | Melis Gábor            |
| 1986 | Egy táska heroin                          | Out of Bounds          | Lemar                          |                        |
| 1987 | Szemérmetlen szerencse                    | Outrageous Fortune     | taxisofőr                      | Varga Tamás            |
| 1988 | Költözés                                  | Moving                 | Edwards                        | Áron László            |
| 1988 | Bökkenő                                   | Glitch!                | Mookie                         | Sinkovits-Vitay András |
| 1989 | Harlemi éjszakák                          | Harlem Nights          | fogatlan szerencsejátékos      | Hollósi Frigyes        |
| 1990 |                                           | Caged in Paradiso      | Josh                           |                        |
| 1993 |                                           | Midnight Edition       | Reginald Brown                 |                        |

### Televízió
Tv-filmek
- Brian's Song (1971)
- The Dream Makers (1975)
- Gyökerek (Roots) (1977)
- Last of the Good Guys (1978)
- Mandrake (1979)
- The Jericho Mile (1979)
- Ebony, Ivory and Jade (1979)
- Flesh & Blood (1979)
- Death Ray 2000 (1981)
- Covenant (1985)
- Sister Margaret and the Saturday Night Ladies (1987)

Tv-sorozatok
- It Takes a Thief (1968, egy epizódban)
- Daniel Boone (1970, egy epizódban)
- The Bold Ones: The Senator (1971, egy epizódban)
- Night Gallery (1972, egy epizódban)
- Kojak (1973–1974, két epizódban)
- The Snoop Sisters (1974, egy epizódban)
- Chase (1974, egy epizódban)
- The Six Million Dollar Man (1974, egy epizódban)
- Toma (1974, egy epizódban)
- Ironside (1974, két epizódban)
- Get Christie Love! (1974, egy epizódban)
- Kung Fu (1975, egy epizódban)
- Caribe (1975, egy epizódban)
- Sunshine (1975, egy epizódban)
- Lucas Tanner (1975, egy epizódban)
- The Blue Knight (1975, egy epizódban)
- San Francisco utcáin (The Streets of San Francisco) (1975, egy epizódban)
- The Rockford Files (1976, egy epizódban)
- S.W.A.T. (1976, egy epizódban)
- Police Story (1976, egy epizódban)
- Sanford and Son (1977, egy epizódban)
- Young Dan'l Boone (1977, négy epizódban)
- A Man Called Sloane (1979, 12 epizódban)
- Faerie Tale Theatre (1983, egy epizódban)
- Hardcastle and McCormick (1983, egy epizódban)
- Falcon Crest (1984, egy epizódban)
- Riptide (1985, egy epizódban)
- Hazárd megye lordjai (The Dukes of Hazzard) (1985, egy epizódban)
- Knight Rider (1985, egy epizódban)
- A szupercsapat (The A-Team) (1985, két epizódban)
- Amen (1986, egy epizódban)
- MacGyver (1986, egy epizódban)
- Egy kórház magánélete (St. Elsewhere) (1987, egy epizódban)
- Hunter (1986–1987, két epizódban)
- CBS Summer Playhouse (1987, egy epizódban)
- 227 (1987, egy epizódban)
- The Bronx Zoo (1987, egy epizódban)
- Crime Story (1988, egy epizódban)
- Alien Nation (1989, egy epizódban)
- Gyilkos sorok (Murder, She Wrote) (1989, egy epizódban)
- Matlock (1989, két epizódban)
- Knots Landing (1990, egy epizódban)
- Az éjszaka árnyai (In the Heat of the Night) (1994, egy epizódban)
- Walker, a texasi kopó (Walker, Texas Ranger) (1994, egy epizódban)
- CSI: A helyszínelők (CSI: Crime Scene Investigation) (2004, egy epizódban)